# La Vie en culotte rouge
La Vie en culotte rouge est une revue hebdomadaire illustrée française humoristique créée le 16 février 1902 à Paris par la Société parisienne d'édition, le gérant étant Charles Offenstadt (1875-1918).

## Histoire de la revue
La Vie en culotte rouge est l'un des premiers succès de presse des Frères Offenstadt. Le titre, très programmatique en son jeu de mots (« la vie en culotte courte »), est triplement ironique : c'est un pastiche de magazines comme La Vie au grand air, un clin d'œil aux tenues des bidasses, tout en faisant allusion aux dessous féminins (plus ou moins courts)... La Société parisienne d'édition ne sortira jamais de ce filon : l'humour.
Cette revue, huit pages imprimées sur un papier de basse qualité, alterne les dessins humoristiques et les textes plus ou moins grivois, ce que l'on appelait les « gauloiseries ». Son contenu met exclusivement en scène des militaires en uniforme face à des femmes souvent jeunes et jolies et parfois légèrement dénudées (selon les critères de l'époque !). Son titre évoque le fameux pantalon rouge garance de l'uniforme de l'infanterie française, bien avant son remplacement par la tenue bleu horizon moins voyante.
Le premier numéro est daté du 16 février 1902, il coûte 15 centimes et porte la mention « Tous les samedis » sur sa une, illustrée par Ferdinand Bac. Elle paraît ensuite le mercredi puis en 1909 devient dominicale. Elle est parfois sous-titrée, sans doute de manière ironique, « Journal littéraire et artistique ». Curieusement, le 24 novembre 1912, elle annonce son dernier numéro et propose un nouveau titre pour la semaine suivante, Le Régiment, qui n'est jamais paru ; la revue, au contraire, continue sous son ancien titre mais avec une nouvelle maquette plus sobre et finit par disparaître après le numéro du 29 décembre.
Chaque année paraît l'Almanach de la vie en culotte rouge, le dernier est daté 1913 : en général le dessin de couverture est beaucoup plus osé, et anticipe au cours des trois dernières années le style pin-up (dessins de Rolno et Louis Le Rivérend).
La revue connut un grand succès et était diffusée dans toute la France jusqu'à sa disparition en 1912, à la suite des attaques des milieux moralisateurs : elle fut plusieurs fois interdit de diffusion dans les kiosques de gare.
Henri de Sta, Louis Forton, le créateur des Pieds Nickelés, et le caricaturiste Jean d'Aurian y ont notamment travaillé. Paul de Sémant exécuta l'accompagnement graphique du titre.